# Ernst Theodor Amadeus Hoffmann
Ernst Theodor Amadeus Hoffmann, nato Ernst Theodor Wilhelm Hoffmann, noto anche con lo pseudonimo di E. T. A. Hoffmann (Königsberg, 24 gennaio 1776 – Berlino, 25 giugno 1822), è stato uno scrittore, compositore, pittore e giurista tedesco, esponente del Romanticismo.
Ha iniziato la sua carriera letteraria come critico musicale. Nei suoi racconti Hoffmann affronta diversi generi narrativi, spaziando dall'avventuroso al poliziesco ante litteram, dal fantastico al grottesco fino alla fiaba; si dedica a casi patologici e alla satira; descrive la realtà concreta come un qualcosa di inconcepibile, assurdo, artificioso, mentre i sogni e le magie appaiono come aspetti assolutamente naturali e ovvi. La sua figura e le sue opere letterarie, improntate al fantastico e all'horror, influenzarono notevolmente il Romanticismo europeo e ispirarono le narrazioni di molti autori, tra i quali Edgar Allan Poe e Fëdor Dostoevskij.
Per gli scrittori francesi dell'Ottocento (Charles Baudelaire, Honoré de Balzac, Charles Nodier) Hoffmann ha incarnato il vero spirito romantico tedesco. Dalla sua produzione letteraria trassero ispirazione anche Aleksandr Sergeevič Puškin, Nikolaj Vasil'evič Gogol' e Aleksandr Ivanovič Herzen, mentre per il giovane Hans Christian Andersen fu determinante l'incontro con le opere di Hoffmann e in particolare con Il bambino misterioso e Schiaccianoci e il re dei topi. Del concetto hoffmanniano di umorismo tenne poi largamente conto Luigi Pirandello.
Esperto e originale compositore, sostituì nel 1804 il suo terzo nome, Wilhelm, con quello di Amadeus in onore di Wolfgang Amadeus Mozart, suo modello, e diventa compositore. È così l'autore di numerose opere (undici in tutto) e in particolare di Undine, tratta dal racconto omonimo del suo amico Friedrich de la Motte Fouqué, ma anche di composizioni vocali e corali, musiche di scena, una sinfonia, una ouverture e varia musica da camera. I suoi racconti e i suoi personaggi ispirarono inoltre le composizioni di altri musicisti, dai Kreisleriana di Robert Schumann ai Racconti di Hoffmann di Jacques Offenbach, fino a La sposa sorteggiata di Ferruccio Busoni. Alla fiaba Schiaccianoci e il re dei topi si rifece il musicista russo Pyotr Ilyic Ciajkovskij per la creazione (nel 1891) del suo celebre balletto Lo Schiaccianoci.
Come avvocato è al servizio dell'amministrazione prussiana dal 1796 al 1804, poi dal 1814 fino alla morte.
Come disegnatore e pittore la sua indipendenza e il suo gusto della satira gli causano più volte serie noie presso i suoi superiori, dei quali non esita a fare una caricatura.

## Biografia

### La giovinezza
Proveniente da una famiglia di pastori e di avvocati, è figlio di un pastore luterano, Christoph-Ludwig Hoffmann (1736-1797), avvocato di Königsberg, poeta e compositore nel tempo libero, che sposa nel 1767 sua cugina Luise Albertine Doerffer (1748-1796), dalla quale avrà tre figli: Johann Ludwig, nato nel 1773 e morto dopo il 1822; Carl Wilhelm Phillip, nato nel 1773 e morto bambino; Ernst Theodor Wilhelm nato nel 1776, in una casa ai piedi del vecchio castello. Nel 1776 la coppia si separa. Il padre si trasferisce poco dopo a Insterburg in Lituania minore, portando con sé il figlio maggiore; morirà nel 1797.
Ernst viene invece allevato nella famiglia della madre (donna malata e sofferente di nervi, che morirà di ictus nel 1796), soprattutto da tre persone: la nonna Doerffer, la zia Johanna Sophie (1745-1803), soprannominata Füsschen (piedino) e lo zio Otto Willhelm Doerffer (1741-1811), magistrato celibe, di umore cupo, devoto e solenne, di cui Hoffmann traccerà, nelle sue lettere e attraverso numerosi personaggi delle sue opere, un crudo ritratto in cui appare tanto ridicolo quanto odioso. Lo chiamerà Onkel O. W. (Oh Weh!: zio catastrofe), poiché anche se è appassionato di musica, è impregnato di uno stupido razionalismo.
Nel 1781 entra nella Burgschule, una scuola luterana, dove fa buoni studi classici. Impara l'arte della fuga e del contrappunto presso un organista polacco, Podbieski, ispirazione del personaggio di Abraham Liscot ne Il Gatto Murr e si rivela essere un pianista prodigio. Cerca anche di scrivere poesie, romanzi e di disegnare, ma l'ambiente provinciale non è favorevole all'acquisizione di una tecnica. Parimenti dotato per la pittura, la musica e la scrittura, il giovane ignora qualsiasi disciplina un po' severa e rimane estraneo alle forme nuove che allora nascevano in Germania.
Entrato all'università di Königsberg nel 1792, viene avviato dallo zio agli studi di diritto. La sua corrispondenza giovanile tratta solo delle sue numerose letture di autori quali Voltaire, Rousseau, Goethe, Schiller, Jean Paul, Kotzebue. In musica ammira Bach, Mozart e i compositori italiani, solo più tardi scoprirà Haydn, Gluck e Beethoven. Nel 1786, Ernst diventa amico di Theodor Gottlieb von Hippel (1775-1843), figlio di un pastore, scrittore conosciuto e parente di Kant: nel 1792 i due amici si ritrovano all'università, dove seguono i corsi del filosofo. Nel 1794, prova una grande passione per una giovane di ventotto anni, Johanna Dorothea Hatt, che chiama Cora, sposata a un negoziante di più di sessant'anni e alla quale dà lezioni di musica.

### Una carriera da funzionario provinciale
Nel settembre del 1795 Hoffmann consegue la laurea in legge e il prozio, il consigliere reale Christoph Ernst Vöteri (1722-1795), un notaio al servizio di molte famiglie nobili della Prussia Orientale, lo prende con sé come aiutante e Hoffmann lo accompagnerà più volte nelle visite ai loro possedimenti (episodio che si ritroverà nel racconto Il maggiorasco). Nel giugno 1796 viene poi mandato a Glogau, in Slesia, dallo zio materno, il consigliere Johann Ludwig Dörffer, presso il quale lavora per due anni come uditore. Preferisce la compagnia degli artisti locali alla società borghese di Glogau e, benché egli sia attaccato alla tradizione protestante, sceglie solo amici cattolici.
Ricevuto l'incarico di decorare una chiesa (tema che svilupperà nel racconto La chiesa dei gesuiti di G.), diventa amico di un pittore italiano, Aloys Molinari (1775-1853), che lo introduce ai segreti della sua arte e gli ispira la nostalgia del sud, e in particolare dell'Italia, che si rifletterà in numerosi suoi scritti. Si fidanza anche con una cugina, Wilhelmina Doerffer, detta Mina, e sembra accettare un matrimonio di convenienza. Tuttavia, appena passa il suo esame di guardasigilli, nell'estate del 1798, viene a sapere che suo zio è stato nominato consigliere intimo alla corte d'appello a Berlino. Felice di scappare da Glogau, parte con lui, occupando la funzione di guardasigilli alla corte d'appello, e prepara l'esame di assessore.
Lì dipinge, disegna, compone uno dei suoi primi lavori musicali, l''opéra-comique Die Maske (Le maschere), successivamente andata perduta, che dedica alla regina Louise (ma che il direttore di spettacolo, Iffland, rifiuta) e frequenta assiduamente il mondo delle riviste e dei teatri, che è abbastanza attivo in quegli anni, anche se il romanticismo ha ancora i suoi focolai più attivi nella Germania del Sud, a Jena, tra il 1798 e il 1806, attorno ai fratelli August e Friedrich Schlegel, Ludwig Tieck e Novalis, e a partire dal 1804 a Heidelberg, attorno a Joseph Görres, Achim von Arnim, Bettina Brentano e Clemens Brentano. Il gruppo di Berlino inizierà a imporsi solo a partire dal 1808, con delle figure come August Wilhelm Schlegel, Adelbert von Chamisso, Friedrich de la Motte Fouqué, Heinrich von Kleist, Zacharias Werner, Joseph von Eichendorff ed E. T. A. Hoffmann.
Nel marzo 1800, superato con successo l'esame di assessore, si trasferisce di nuovo in provincia, a Posen (Poznań), la cui popolazione è mista, tedesca e polacca, evangelica e cattolica. Qui dà sfogo alla sua esuberanza giovanile, con qualche scapestrataggine: sbronze e scherzi si susseguono e Hoffmann fa delle caricature di suoi colleghi e superiori. Nella città di Posen diventa in qualche modo celebre. Vi si esegue una sua cantata, che ha scritto per salutare il nuovo secolo, e un'opera che ha scritto riprendendo quella di Goethe (Facezia, astuzia e vendetta), di cui si conserva solo il titolo. Ma il suo disaccordo con la società borghese aumenta.
Nel 1801 rompe il fidanzamento con la cugina, attirandosi così il biasimo della famiglia. Ugualmente si rende impopolare presso i suoi colleghi e superiori a causa delle caricature, che circolano in città. Per queste impertinenze verrà mandato, per penitenza, in un centro meno importante: il 21 febbraio 1802 un decreto lo nomina consigliere a Płock, con lo stipendio di 800 scudi l'anno. Ma intanto conosce a Posen la figlia di un funzionario polacco, Maria Thekla Michalina Rorer-Trzynska (1781-1859), detta Rohrer (secondo l'usanza di germanizzare i nomi), di cui si sa poco, ma che egli sposa il 26 luglio nella chiesa cattolica Corpus-Cristi e che rimarrà fino alla fine accanto a lui. Esiliato a Płock, un piccolo borgo triste di tremila abitanti, quasi tutti polacchi, tra luglio 1802 e la primavera 1804 incomincia a scrivere il suo diario, scritto in parte con caratteri greci o con abbreviazioni, per impedire alla moglie di curiosarci.
In questi due anni non prova altro che tristezza e noia e si chiede se non dovrebbe abbandonare la magistratura per volgersi all'arte, senza riuscire a decidersi tra la pittura, la musica e la poesia. Abbozza due opere: Il rinnegato e Faustina. Determinato a scappare da questo esilio, moltiplica le iniziative, sollecita l'intervento dei suoi amici. Nell'attesa riprende la sua abitudine di andare di bar in bar, beve il punch (una bevanda a base di arak, di limone e di zucchero a cui si dà fuoco) e conosce gravi crisi di angoscia nervosa. Infine, grazie a Hippel, ottiene di essere trasferito a Varsavia. Prima di raggiungere il suo nuovo posto di lavoro, trascorre un ultimo soggiorno nella sua città natale nel febbraio 1804. Sua zia è appena morta ed egli teme di non ricevere la sua parte di eredità.

### Varsavia e la scoperta dell'arte
A Varsavia, Hoffmann ritrova l'ambiente che gli era piaciuto a Berlino. Ritrova Zacharias Werner, compatriota di Königsberg e figlio di suo padrino, diventa amico di un giovane collega ebreo, di quattro anni più giovane, Julius Eduard Hitzig, suo futuro biografo, che vive a Varsavia da cinque anni e fa parte del gruppo letterario berlinese Nordstern (stella del Nord); è rimasto in contatto con August Wilhelm Schlegel, Adelbert von Chamisso, Friedrich de la Motte Fouqué e Rachel Varnhagen von Ense (1771-1833), nata Levin. È Werner che fa scoprire a Hoffmann la nuova letteratura e gli fa leggere Novalis, Ludwig Tieck, i fratelli August e Friedrich Schlegel, Achim von Arnim, Clemens Brentano, Gotthilf Heinrich von Schubert (l'autore de La simbolica dei sogni e Degli aspetti notturni delle scienze naturali). È Hitzig che dà a Hoffmann le opere di Carlo Gozzi e Calderon.
Queste letture, relativamente tardive, segnano profondamente Hoffmann, è una rivelazione a se stesso e lo aiutano a concepire la sua opera personale. Zacharias Werner, personalità complessa, gli fa scoprire l'attrazione per la religione e un'atmosfera di mistero. A Varsavia, Hoffmann si appassiona anche al teatro, fa dieci progetti di opere, compone una messa solenne, una sinfonia, un quintetto, delle canzoni all'italiana. Riesce a far recitare a teatro l'opera che trae dai Gioiosi musicisti di Clemens Brentano. In compenso, a Berlino, Iffland rifiuta La croce sul Baltico, il cui testo è di Zacharias Werner e la musica di Hoffmann, al quale si preferisce un altro compositore. Questa opera è considerata il primo esempio di musica romantica. Continua a dipingere, lavorando agli affreschi del palazzo di Mniszek, sede della società musicale, ma, ritornandogli il gusto della satira, dà agli dèi egizi di uno dei suoi affreschi l'aspetto caricaturale dei funzionari da cui dipende, il che gli crea qualche noia.
Malgrado le sue numerose attività, Hoffmann si annoia a Varsavia, detesta sempre di più il suo lavoro e la vita cittadina, troppo rumorosa, stanca i suoi nervi. Una figlia, che nasce nel luglio 1805, è battezzata con il nome di Cecilia in onore della patrona dei musicisti, e Hoffmann compone in suo onore una messa. Nel novembre 1806, però, l'armata francese occupa Varsavia e mette fine all'amministrazione prussiana. Hoffmann preferisce licenziarsi, ma senza risorse riesce a lasciare la Polonia solo nel giugno 1807 e parte per Berlino, lasciando la moglie e la figlia a Posen.

### Musica e letteratura
L'anno passato a Berlino nel 1807 è il più gramo di tutta la vita di Hoffmann. Nella città, occupata dalle truppe della Grande Armata di Napoleone, egli non riesce a farsi reinserire tra i dipendenti della magistratura e ottiene appena magri sussidi. Deve ricorrere agli amici, chiedere prestiti, rimane a volte giorni senza mangiare. A Berlino compone sei cantici per coro "a cappella", dedicati alla Vergine, una delle sue meravigliose opere musicali, che, nel Gatto Murr, attribuisce a Johannes Kreisler. Nell'agosto 1807 viene a sapere che sua figlia è morta a Posen. Infine, a seguito di un annuncio da lui pubblicato su un giornale, Friedrich von Soden gli propone in novembre 1807 l'impiego di direttore musicale al teatro di Bamberga, in Baviera.
Ma la sua nomina sarà effettiva solo nell'aprile 1808 e l'inizio della sua attività fissata al primo settembre seguente. Nel frattempo si reca da un vecchio amico a Glocau. Nel settembre 1808, Hoffmann si reca a prendere sua moglie a Posen e la porta a Bamberga. Vi passerà cinque anni decisivi, tra il 1808 e il 1813: scopre la Germania del Sud e, per la prima volta, può dedicarsi alla musica. Ma la pratica di quest'arte gli permette di constatare l'insufficienza della sua formazione e inizia l'attività di critico musicale, il che lo indirizza alla creazione letteraria, senza tuttavia abbandonare la composizione musicale.
Una scelta incomincia a operarsi tra le tre arti. La musica gli fa trovare il suo stile di scrittore, mentre il disegno e la pittura diventano un divertimento. La città di Bamberga, con la sua cattedrale, i palazzi barocchi e la popolazione cattolica di umore abbastanza allegro, che Hoffmann trova diversa dalla borghesia di Königsberg, gli piace. Il teatro di Bamberga, però, mal gestito dal conte von Soden, è in piena decadenza, e Hoffmann conserva solo per poco il suo posto di direttore d'orchestra; deve dare lezioni private di musica alle ragazzine. Le cose migliorano solo nel 1810, quando l'attore Franz von Holbein (1779-1855) e il dottore Adalbert Friedrich Marcus (1753-1816), due amici di Hoffmann, prendono in mano la gestione del teatro e, per due anni, Hoffmann vi si prodiga con entusiasmo.
Abita di fronte al teatro e all'albergo della Rosa, che è descritto nel Don Juan, in una casetta stretta, la cui mansarda gli funge da rifugio; ci lavora seduto sul bordo dell'abbaino, le gambe penzolanti nel vuoto, amato dai gatti del vicinato, che descriverà nel Gatto Murr. Nel pavimento ha fatto aprire un'apertura attraverso la quale sua moglie gli passa da mangiare. Compositore, scenografo, direttore d'orchestra, decoratore, librettista, diventa di fatto l'unico animatore di spettacoli che guadagnano il favore del pubblico e prende piacere a far rappresentare le opere che preferisce: Shakespeare, Calderon, Gozzi, Heinrich von Kleist, Zacharias Werner, Mozart, Beethoven.
Hoffmann si crea molti amici a Bamberga, tra i quali, degni di nota, sono il dottor Marcus, un uomo colto, il dottor Speyer, che lo interroga sui suoi squilibri mentali, e un mercante di vino, Karl Friedrich Kunz, che diventerà il suo primo editore.
Durante i suoi primi anni a Bamberga, Hoffmann compone molto: balletti, musica da coro, prologhi o opere. Ma quest'attività un po' disordinata, schiava del gusto del pubblico, finisce per stancarlo, perciò inizia a dedicarsi alla critica musicale, principalmente sull'Allgemeine musikalische Zeitung di Johann Friedrich Rochlitz (1769-1842), alla quale dà una forma originale, inglobando i suoi commenti in una trama romanzesca. Questa evoluzione verso la letteratura deve senz'altro molto alla passione che prova dal 1809 per una delle sue allieve, Julia Marc, parente del dottor Marcus. La ragazzina ha solo tredici anni, contro i trentaquattro di Hoffmann, è di famiglia ebraica, figlia di un commerciante e molto dotata per la musica.
Questo amore, il cui diario ci permette di seguire le tappe, è prestissimo elevato al livello di mito tragico, di cui ritroviamo gli echi ne Il gatto Murr e in numerosi racconti. Le sue illusioni svaniscono quando la ragazzina si fidanza con un commerciante di Lipsia, Gerhard Graepel, che sposerà nel 1812. La vittoria di Napoleone Bonaparte a Wagram e l'ingresso dell'Imperatore a Vienna lo lasciano piuttosto indifferente; Hoffmann, in questo periodo, è più interessato alla musica, al teatro e naturalmente all'amore per Julia Marc, alla quale offre le sue Tre canzonette italiane. Si dedica anche allo studio dell'ipnosi, dell'occulto e della telepatia.
Ben presto sarà però la letteratura a divenire la principale attività di Hoffmann. Il suo primo racconto conosciuto, Il cavaliere Gluck, data all'autunno 1808 e viene spedito da Hoffmann all'editore Rochlitz di Lipsia il 12 gennaio del 1809; sarà pubblicato sull'Allgemeine musikalische Zeitung il 15 di febbraio successivo. Seguono le Kreisleriane, scritte sempre per la stessa rivista. In quest'occasione Hoffmann crea il personaggio di Johannes Kreisler, il musicista pazzo, che è il "doppio" di se stesso, deriso e meraviglioso, che lo ossessionerà fino alla fine dei suoi giorni e dominerà i racconti delle Fantasie alla maniera di Jacques Callot (1813) e il romanzo del Gatto Murr (1819).
Durante il 1810 il teatro di Bamberga è in piena attività e sotto la direzione di Franz Holbein lo scrittore vi svolge un intenso lavoro di regista, assistente alla regia, scenografo e drammaturgo. È in questo periodo che Hoffmann dà vita al personaggio di Johannes Kreisler. Tra il 1811 e il 1812 l'amore per Julia Marc è ormai diventato una passione travolgente, tanto da creargli dei gravi problemi con la moglie. Nel 1812 Holbein si dimette e Hoffmann va incontro a un nuovo periodo di ristrettezze. L'anno successivo assume l'incarico di direttore musicale nella compagnia teatrale di Joseph Seconda, le cui rappresentazioni avvengono nelle città di Lipsia e Dresda; nei pressi di quest'ultima avrà luogo, il 26 e 27 di agosto del 1813, una battaglia della guerra di liberazione dal dominio napoleonico (guerra della sesta coalizione), la stessa che fornirà l'argomento per il racconto breve Visione sul campo di battaglia di Dresda.
Hoffmann lavora alacremente alle rappresentazioni teatrali in una Dresda militarmente occupata e colpita da penurie e malattie contagiose. Il 13 luglio informa Friedrich Speyer che fino a quel momento sono state date dalla compagnia di Joseph Seconda circa dieci rappresentazioni con relative repliche, aggiungendo però che il 5 di giugno il direttore ha chiuso il teatro per via delle frequenti scaramucce tra francesi e prussiani; la compagnia decide allora di continuare a lavorare autonomamente e riesce ad allestire con successo due rappresentazioni. Il successivo 8 di settembre Hoffmann scrive a Kunz che il teatro è di nuovo chiuso da due settimane. Queste interruzioni del suo lavoro con la compagnia gli consentono peraltro di dedicare maggior tempo alla letteratura e di programmare la futura pubblicazione dei Fantasiestücke.

### La grande stagione letteraria
Nel 1814 Hoffmann accetta un incarico pubblico presso il ministero della giustizia di Berlino, città nella quale si è nuovamente trasferito e dove frequenta abitualmente Fouqué, Chamisso, Tieck, Franz Horn e Philipp Veit.
Inizia così il periodo più fecondo della sua produzione letteraria, che lo porterà a scrivere romanzi e racconti tra i più originali e suggestivi della letteratura europea. Il suo primo lavoro è Il cavaliere Gluck (1808), in cui descrive la musica come un'arte leggera e soave, ma profondamente distruttiva; il racconto confluirà nel volume Racconti fantastici alla maniera di Callot, il cui contratto di pubblicazione risale al 1813. I Racconti fantastici vengono pubblicati in quattro volumi (tre nel 1814 e uno nel 1815) e il grande successo riscosso porterà a una seconda edizione nel 1819. Il terzo volume della raccolta contiene un unico lungo racconto, Il vaso d'oro, che rappresenta uno dei vertici della narrativa hoffmanniana ed è anche una delle sue creazioni più conosciute. In questo racconto convergono armonicamente diversi generi letterari — il fiabesco, il comico, il grottesco, l'avventuroso, l'horror — e in esso si fondono come per magia gli antichi miti di Atlantide e dell'Età dell'oro, le monotonie e le preoccupazioni quotidiane della vita piccolo-borghese, i riti oscuri e spaventosi della stregoneria, il tutto a simboleggiare quel carattere estetico « [...] che assume, in Hoffmann, la soluzione del conflitto dualistico, il recupero dell'armonia unitaria».
L'attrazione per i fenomeni occulti ed allucinatori si ritrova nel suo romanzo Gli elisir del diavolo, dove l'autore affronta i temi dello sdoppiamento della coscienza, della follia e della telepatia. Il primo volume degli Elisir esce nel 1815 e il secondo l'anno successivo, per i tipi di Duncker & Humblot, a Berlino, senza però ottenere il successo che l'autore sperava. Hoffmann è comunque divenuto un autore affermato e inizia a collaborare per una collana di libri tascabili. Sempre nel 1815 si stabilisce definitivamente al numero 31 della Taubenstrasse, nella capitale prussiana, e diventa amico dell'attore e mimo Ludwig Devrient.
Il 1816 è l'anno dei Nachtstücke (i Racconti notturni), completati con un secondo volume uscito nel 1817. Ritornano qui i temi dell'inconscio, del sogno e degli aspetti più bui e sinistri della psiche umana.
Tra i Racconti notturni, uno dei più celebri è Der Sandmann (L'uomo della sabbia), che racconta delle vicende di Nataniele, personaggio soggetto ad una ossessione paranoica, che oscilla tra il reale e l'immaginario.
Da bambino Nataniele viene ammonito dalla tata con la minaccia del Mago Sabbiolino (l'Uomo della Sabbia) che va dai bambini che non dormono e butta loro la sabbia negli occhi, facendoli cadere sanguinanti, per poi portarli in pasto alle sue creature dal becco affilato. Nataniele identifica prima il Mago Sabbiolino con Coppelius, amico del padre e forse causa della sua morte (ritenuta accidentale) poi, da ragazzo, con Coppola, venditore ambulante di occhiali dal quale compra un binocolo che userà per spiare Olimpia, sua vicina di casa. In realtà Olimpia è un automa creato dal dottor Spallanzani e dall'ottico Coppola. Nataniele finisce in manicomio, poi, una volta guarito, torna da Clara, la fidanzata. Prima di trasferirsi in un podere fuori città assieme alla madre, a Clara e a Lotario, il di lei fratello, salito in cima ad un campanile con la fidanzata, tenta di buttarla giù in preda al panico per aver visto il viso della ragazza attraverso il binocolo acquistato da Coppola. La ragazza si salva, ma Nataniele si butta giù delirante, morendo sul colpo, proprio come avvisa al pubblico atterrito sulla piazza il sinistro Coppelius, spettatore della scena.
Da questo soggetto il compositore Jacques Offenbach compone nel 1881 una famosa opera dal titolo I racconti di Hoffmann. Il tema verrà abbondantemente ripreso nel tempo dalla Eva Futura di Auguste Villiers de l'Isle-Adam fino al robot del film Metropolis, nonché analizzato in chiave psicoanalitica da Sigmund Freud nel Das Unheimliche. Il coreografo francese Arthur Saint-Léon crea nel 1870 il celebre balletto Coppélia ou la fille aux yeux d'émail sulle musiche di Léo Delibes, il cui libretto è basato sulle figure del mago Coppélius e della bambola meccanica Coppélia.
Al racconto si sono ispirati anche i Metallica, complesso strumentale-vocale di genere heavy metal, nel brano Enter Sandman.
Il 3 agosto 1816, alla Schauspielhaus di Berlino, viene rappresentata con successo la "prima" dell'opera Undine. Hoffmann, che ha ricevuto la nomina a Kammergerichtsrat, è ormai un personaggio famoso, sia come scrittore e musicista, sia come giudice.
Il 1818 vede il progetto della sua terza raccolta di romanzi e racconti: I confratelli di Serapione. La proposta di questa nuova antologia viene dall'editore Georg Andreas Reimer, che ha già pubblicato i Racconti notturni. L'idea di Reimer è di riunire i vari racconti già stampati singolarmente o nella serie dei tascabili; il ciclo, composto da quattro volumi, esce tra il 1819 e il 1821 e contiene capolavori quali Il consigliere Krespel, Le miniere di Falun, Schiaccianoci e il re dei topi, Il bambino misterioso, Il sorteggio della sposa e La signorina de Scudéry.
Nel 1819 escono anche la fiaba Il piccolo Zaccheo detto Cinabro (presso l'editore Ferdinand Dümmler) e Le curiose pene di un capocomico; quest'ultimo, assieme ad altri sei racconti della serie Kreisleriana, entrerà a far parte della seconda edizione dei Racconti fantastici alla maniera di Callot. Hoffmann, intanto, è nominato membro della commissione di controllo delle attività sovversive e prende le difese del Turnvater Jahn, contro le accuse del capo della polizia von Kamptz. Questo episodio, insieme ad altri casi di ingiustizie perpetrate a danno di studenti e contestatori dei quali Hoffmann fu testimone, porteranno lo scrittore a dimettersi dalla commissione e segneranno l'inizio della sua rottura con il sistema burocratico prussiano, del cui apparato poliziesco egli traccerà una sua personale rappresentazione letteraria nel successivo (e in parte censurato) Mastro Pulce.
Ancora nel 1819 viene pubblicato il primo volume di uno dei suoi più noti capolavori, Il gatto Murr, dove ritorna la figura di Joahannes Kreisler in una sorta di biografia intrecciata a quella del gatto protagonista. In questo periodo Hoffmann prova un amore tutto spirituale per Johanna Eunike.
Il 1820 segna l'inizio di alcuni gravi problemi di salute, che richiedono un alleggerimento del suo lavoro di magistrato. Il 24 giugno scrive all'amico Hippel dicendogli di aver fatto una conoscenza molto interessante: si tratta del compositore Gaspare Spontini, per il quale lo scrittore traduce in tedesco il libretto dell'opera Olympia. In autunno l'editore Joseph Max di Breslavia pubblica un nuovo romanzo di Hoffmann: La principessa Brambilla. Quest'opera ha una struttura molto insolita ed è basata su un simbolismo particolare, che si richiama principalmente alla filosofia di Schelling. Nella Principessa Brambilla non vi è infatti la tradizionale successione cronologica degli eventi, bensì la loro compresenza temporale; essenza e apparenza coincidono, così come verità e metafora, e tutta la vicenda procede secondo il concetto di intuizione artistica schellinghiana, intesa come unica espressione dell'assoluto in quanto identità indifferenziata degli opposti (conscio e inconscio, libertà e natura, produttività e ricettività).
Nel 1821 è la volta del già citato Mastro Pulce, di cui una parte del manoscritto è inviata all'editore Wilmans. Scrive poi diversi altri racconti, che verranno in seguito pubblicati come Letzte Erzählungen (Ultimi racconti); tra questi vi sono La finestra del cugino, La marchesa de la Pivardière, La guarigione, I sosia. Il 1º dicembre 1821, in un toccante biglietto scritto all'amico Hippel, dà l'annuncio della morte del suo amato gatto, che si chiamava Murr, proprio come il protagonista del suo romanzo.
I mesi che ancora restano da vivere a Hoffmann nel 1822 sono occupati dalle controversie con la giustizia prussiana riguardanti la censura imposta su alcune parti del romanzo Mastro Pulce. La conclusione di quest'opera, nonché di altri racconti, Hoffmann si vede costretto a dettarla per via dell'aggravamento delle sue condizioni di salute. In aprile esce, accompagnato, per un'ultima passeggiata.
Ernst Theodor Amadeus Hoffmann muore il 25 giugno del 1822, a quarantasei anni, per tabe dorsale.

## Opere
- Racconti fantastici alla maniera di Callot (Fantasiestücke in Callots Manier, 4 volumi, 1814, n.ed. 2 volumi 1819)
  - Jacques Callot (Jacques Callot, 1814)
  - Il cavaliere Gluck (Ritter Gluck. Eine Erinnerung aus dem Jahre 1809, 1809, ed. definitiva 1819)
  - Kreisleriana (I):
    - Le sofferenze musicali del maestro di cappella Johannès Kreisler (Johannes Kreislers, des Kapellmeisters, musikalische Leiden, 1810)
    - Ombra adorata! (Ombra adorata!, 1814)
    - Pensieri sull'alta dignità della musica (Gedanken über den hohen Wert der Musik, 1812)
    - La musica strumentale di Beethoven (Beethovens Instrumental-Musik, 1813)
    - Pensieri estremamente sparsi (Höchst zerstreute Gedanken, 1814)
    - Il perfetto macchinista (Der vollkommene Maschinist, 1814)

  - Don Giovanni (Don Juan. Eine fabelhafte Begebenheit, die sich einem reisenden Enthusiasten zugetragen, 1813, ed. def. 1819)
  - Le nuove avventure del cane Berganza (Nachricht von den neuesten Schicksalen des Hundes Berganza, 1814)
  - Il magnetizzatore (Der Magnetiseur, 1814)
  - Il vaso d'oro (Der goldene Topf. Ein Märchen aus der neuen Zeit, 1814) (romanzo)
  - Le avventure della notte di S. Silvestro (Die Abenteuer der Silvester-Nacht, 1815)
  - Kreisleriana (II):
    - Lettera del barone Wallborn al maestro di cappella Kreisler (Brief des Barons Wallborn an den Kapellmeister Kreisler, 1814)
    - Lettera del maestro di cappella Kreisler al barone Wallborn (Brief des Kapellmeisters Kreisler an den Baron Wallborn, 1814)
    - Circolo poetico-musicale di Kreisler (Kreislers musikalisch-poetischer Klub, 1815)
    - Novelle di un giovane colto (Nachricht von einem gebildeten jungen Mann, 1814)
    - Il nemico della musica (Der Musikfeind, 1814)
    - Su un'osservazione di Sacchini (Über einen Ausspruch Sacchinis, 1814)
    - Tesi di laurea di Johannes Kreisler (Johannes Kreislers Lehrbrief, 1815)
- Gli elisir del diavolo (Die Elixiere des Teufels, 2 volumi, 1815-1816) (romanzo)
- Schiaccianoci e il re dei topi (Nußknacker und Mausekönig, 1816)
- Racconti Notturni (Nachtstücke, 2 volumi, 1816-1817)
  - L'uomo della sabbia (Der Sandmann, 1816)
  - Ignaz Denner (Ignaz Denner, 1816)
  - La chiesa dei gesuiti di G. (Die Jesuiterkirche in G., 1816)
  - Il Sanctus (Das Sanctus, 1816)
  - La casa disabitata (Das öde Haus, 1817)
  - Il maggiorasco (Das Majorat, 1817)
  - Il voto (Das Gelübde, 1817)
  - Il cuore di pietra (Das steinerne Herz, 1817)
- Le curiose pene di un capocomico (Seltsame Leiden eines Theater-Direktors, 1819) (romanzo)
- I confratelli di Serapione (Die Serapionsbrüder, 4 volumi, 1819-1821) (racconti e romanzi)
  - Serapione (Der Einsiedler Serapion, 1819)
  - Il consigliere Krespel (Rat Krespel, 1817)
  - Serapione e il suo principio (Serapion und das serapiontische Prinzip, 1819)
  - La cadenza (Die fermate, 1815)
  - Il poeta e il compositore (Der Dichter und der Komponist, 1813)
  - Frammento della vita di tre amici (Ein Fragment aus dem Leben dreier Freunde, 1818)
  - La corte di Artù (Der Artushof, 1816)
  - Le miniere di Falun (Die Bergwerke zu Falun, 1819)
  - La gara dei cantori (Der Kampf der Sänger, 1818)
  - Una storia di fantasmi (Eine Spukgeschichte, 1819)
  - L'automa (Die Automate, 1814)
  - Doge e dogaressa (Doge und Dogaresse, 1818) (romanzo)
  - Vecchia e nuova musica di chiesa (Alte und neue Kirchenmusik, 1814)
  - Mastro Martin il bottaio e i suoi garzoni (Meister Martin der Küfner und seine Gesellen, 1818)
  - Il bambino misterioso (Das fremde Kind, 1817)
  - Il diavolo a Berlino (Nachricht aus dem Leben eines bekannten Mannes, 1819)
  - Il sorteggio della sposa (Die Brautwahl, 1819) (romanzo breve)
  - L'ospite sinistro (Der unheimliche Gast, 1819)
  - La signorina de Scudéry (Das Fräulein von Scudéry. Erzählung aus dem Zeitalter Ludwigs XIV, 1819)
  - Fortuna al gioco (Spielerglück, 1819)
  - Il barone von B. (Der baron von B., 1819) (negli intermezzi)
  - Il signor Formica (Signor Formica, 1819) (romanzo breve)
  - Zacharias Werner (Zacharias Werner, 1821)
  - Apparizioni (Erscheinungen, 1817)
  - La concatenazione delle cause (Der Zusammenhang der Dinge, 1820)
  - Vampirismo (Vampirismus. Eine gräßliche Geschichte, 1821)
  - Estetica della società del tè (Die ästhetische Teegesellschaft, 1821)
  - La sposa del re (Die Königsbraut. Ein nach der Natur entworfenes Märchen, 1821)
- Il piccolo Zaccheo detto Cinabro (Klein Zaches, genannt Zinnober, 1819) (romanzo)
- Il gatto Murr. Le sagge riflessioni del gatto Murr mischiate a una biografia frammentaria del maestro di cappella Johannes Kreisler presentate a caso come fogli strappati (Lebensansichten des Katers Murr nebst fragmentarischer Biographie des Kapellmeisters Johannes Kreisler in zufälligen Makulaturblättern, primo volume 1819, secondo volume 1821) (romanzo)
- La principessa Brambilla (Prinzessin Brambilla, 1820) (romanzo)
- Mastro Pulce (Maister Floh, 1822) (romanzo)
- Ultimi racconti (Die letzten Erzählungen, 1821) (racconti)
  - Haimatochare (haimatochare, 1821)
  - La marchesa de la Pivardière (Die Marquise de la Pivardière, 1821)
  - I malintesi (Die Irrungen. Fragment aus dem Leben eines Phantasten, 1820)
  - Gli arcani (Die Geheimnisse, 1821)
  - Lo spirito elementare (Der Elementargeist, 1821)
  - I masnadieri (Die Räuber. Abenteuer zweier Freunde auf einem Schlosse in Böhmen, 1821)
  - I sosia (Die Doppeltgänger, 1821)
  - Datura Fastuosa (Datura Fastuosa, 1821)
  - Mastro Johannes Wacht (Meister Johannes Wacht, 1821)
  - La finestra del cugino (Des Vetters Eckfenster, 1821)
  - La guarigione (Die Genesung, 1821)
  - Il nemico (Der Feind, 1821)
  - Haima-Haira (Haima-Haira)
    - Ingenuità (Naivität)
    - Ultime avventure di un avventuriero

  - La gara dei cantori (racconto)
  - Il barone von B. (Der baron von B.) (racconto)
- Racconti e romanzi ritrovati
  - L'amico (Der Freund, frammento, scritto tra il 1810 e il 1814)
  - Gli effetti di una coda di maiale
  - Mondo moderno... gente moderna (Moderne Welt... moderne Leute)
  - Visione sul campo di battaglia di Dresda (Die Vision auf dem Schlachtfelde bei Dresden, 1814)
  - Delicatesse francese (Französische Delikatesse)
  - Le Dey d'Elbe a Parigi (Der Dey von Elba in Paris, 1815)
  - Principessa Blandina (Prinzessin Blandina)
  - Lettera della montagna (Briefe aus den Bergen)
  - Una lettera d'Hoffmann al barone La Motte-Fouqué (Ein Brief von Hoffmann an Herrn Baron de la Motte Fouqué)
  - Frammento biografico di un visionario (I malintesi e gli arcani) (romanzo)
  - Piacevole soddisfazione di un bisogno naturale
  - Suor Monika (Schwester Monika), (romanzo attribuito a Hoffmann)
- Raccolte
  - Gesammelte Schriften, 12 tomi, 1871-1873
  - Werke, 1879-1883
  - Sämtliche Werke, a cura di Eduard Grisebach, 15 volumi, 1900-1909
  - Sämtliche Werke, a cura di Carl Georg von Maassen, 9 volumi, 1908-1928
  - Werke, a cura di Georg Ellinger, 15 volumi, 1912
  - Dichtungen und Schriften sowie Briefe und Tagebücher, a cura di Walther Harich, 15 volumi, 1924
  - Poetische Werke, a cura di Klaus Kanzog, 12 volumi, 1957-1962
  - Schriften zur Musik. Nachlese. Briefwechsel. Tagebücher. Juristische Arbeiten, a cura di Friedrich Schnapp, 3 volumi, 1968-1973
  - Gesammelte Werke in Einzelausgaben a cura di Hans Joachim Kruse e Rolf Mingau, 1976-1988
  - Sämtliche Werke in sechs Bänden, a cura di Hartmut Steinecke e Wulf Segebrecht, 1985-2004

### Edizioni italiane delle opere di E. T. A. Hoffmann
I traduttori che hanno lavorato su Hoffmann sono Barbara Allason, Alessandra Valtieri, Ervino Pocar, Rosina Pisaneschi Spaini, Carlo Pinelli, Alberto Spaini, Giorgio Vigolo, Nicola Maria Corcia, Augusto Vital, Luigi Agnes, Maria Luisa Carosso, Rodolfo Bottacchiari, Anita Scotti, Mario Benzi, Giorgio Imperatori, Giuseppina Calzecchi Onesti, Giuseppe Bianchi, Clara Valiani, Ferruccio Masini, Rino Cappellato, Florence Sovelius, Amos Nannini, Mario Benzi, Fabia Gatti, Renato Dealbera, Benedetta Saglietti, Gemma Sartori, Maria Paola Arena, Mariangela Donà, Francesco Saba Sardi, Costante Domenighetti, Gerardo Fraccari, Alessandra Scalero, Stefano Vastano, Beatrice Talamo, Franca Quartapelle, Cecilia Santini, Laura Bocci, Rossana Guarnieri, Andrea Carbonari, Marina Bistolfi, Alessandro Ortona, Marina Bellucci, Luca Crescenzi, Matteo Galli, Elena Broseghini e Michele Cometa.
- Biografia frammentaria del direttore d'orchestra Giovanni Kreisler, traduzione di Rosina Pisaneschi, 2 voll., Carabba, Lanciano, 1922.
- Considerazioni filosofiche del gatto Murr, traduzione di Rosina Pisaneschi, illustrato, Formiggini, Roma, 1930.
- Gli elisir del diavolo, cura e traduzione di Lucia P. Rodocanachi, Bompiani, Milano, 1943.
- Maestro Pulce, cura e traduzione di Giorgio Imperatori, Bompiani, Milano, 1943.
- La principessa Brambilla, traduzione di Alberto Spaini, Einaudi, Torino, 1944.
- Mastro Pulce, traduzione di Giorgio Vigolo, Perrella, Roma, 1944.
- Dialoghi di un musicista, a cura di Mariangela Donà, Minuziano Editore, Milano, 1945.
- Racconti, a cura di Giuseppina Calzecchi Onesti, Bompiani, Milano, 1946.
- Il maggiorasco e altre novelle, a cura di Barbara Allason, UTET, Torino, 1947.
- L'uomo della sabbia e altri racconti, traduzione di Ervino Pocar, Rizzoli, Milano, 1950.
- I Fedeli di San Serapione, introduzione di Bonaventura Tecchi, traduzione di Rosina Spaini, Gherardo Casini Editore, Roma, 1957.
- Racconti, Introduzione e traduzione di Ferruccio Masini, Il Club del Libro, Novara, 1960; Collana I Classici di tutti i Paesi, Novara, De Agostini, 1960; Introduzione di Anton Maria Raffo,[46] Collana Capolavori della narrativa, Novara, De Agostini, 1983; Roma, Editori Riuniti, 1985[47].
- Monica, Foro Editrice, Milano, 1966.
- Gli elisir del diavolo, traduzione e note di Alessandra Scalero, Sansoni, Firenze, 1966.
- Romanzi e racconti, 3 voll., introduzione e nota bio-bibliografica di Claudio Magris, traduzioni di Carlo Pinelli, Alberto Spaini, Giorgio Vigolo, Einaudi, Torino, 1969.
- La signorina Scuderi, introduzione e traduzione di Maria Paola Arena, Theoria, Roma, 1984.
- L'allievo di Tartini e altri racconti musicali, traduzione di R. Spaini e altri, Passigli, Firenze, 1984.
- Il giocatore fortunato, traduzione di R. Spaini, Passigli, Firenze, 1984.
- Kreisleriana. Dolori musicali del direttore d'orchestra Giovanni Kreisler, traduzione di Rosina Pisaneschi, introduzione di Claudio Magris, Rizzoli, Milano, 1984.
- Vampyrismus, Il Melangolo, Genova, 1985.
- L'automa, a cura di Maria Paola Arena, Theoria, Roma, 1985.
- Marin Faliero e altri racconti, traduzione di Alberto Spaini, Edizioni Studio Tesi, Pordenone, 1985.
- Poeta e compositore: scritti scelti sulla musica, a cura di Mariangela Donà, Discanto, Fiesole, 1985.
- I racconti di Hoffmann, con il libretto dell'opera omonima di Offenbach, Passigli, Firenze, 1987.
- Racconti, introduzione di Gemma Sartori, traduzioni di Barbara Allason e Gemma Sartori, Editori Associati, Torino, 1988.
- Gli elisir del diavolo, introduzione di Claudio Magris, traduzione di Carlo Pinelli, Einaudi, Torino, 1989.
- Considerazioni filosofiche del gatto Murr, traduzione di F. Frei, collana Felinamente & Co., Mursia, Milano, 1991.
- Lettere, a cura di Beatrice Talamo, Edizioni Studio Tesi, Pordenone 1991.
- Il caso Schmolling, a cura di Luca Crescenzi, Biblioteca del Vascello, Roma, 1993.
- Racconti notturni, a cura di Claudio Magris, traduzioni di Carlo Pinelli e Alberto Spaini, Einaudi, Torino, 1994.
- L'uomo della sabbia e altri racconti, traduzione di Gerardo Fraccari, Mondadori, Milano, 1994.
- Il piccolo Zaccheo detto Cinabro, traduzione di Carlo Pinelli, Il Melangolo, Genova, 1994.
- La principessa Brambilla - Mastro Pulce, Introduzione, prefazione e traduzione di Laura Bocci, Garzanti, Milano, 1994.
- Il vaso d'oro. Pezzi di fantasia alla maniera di Callot, traduzione di Carlo Pinelli, Einaudi, Torino, 1995.
- La finestra d'angolo del cugino, cura e traduzione di Michele Cometa, con testo originale a fronte, Marsilio Editori, Venezia, 2008.
- La donna vampiro e altri racconti, Pgreco, Milano, 2011
- Notturni, traduzione e cura di Matteo Galli, collana Hoffmanniana vol. I, L'orma editore, Roma, 2013, ISBN 978-88-980-3809-1.
- Gli elisir del diavolo, traduzione e cura di Luca Crescenzi, collana Hoffmanniana vol. II, L'orma editore, Roma, 2013, ISBN 978-88-997-9373-9.
- Fiabe, a cura di Matteo Galli, collana Hoffmanniana vol. III, L'orma editore, Roma, 2014, ISBN 978-88-980-3849-7.
- Il gatto Murr, traduzione e cura di Matteo Galli, collana Hoffmanniana vol. IV, L'orma editore, Roma, 2016, ISBN 978-88-980-3864-0.
- I fratelli di Serapione. Racconti e fiabe. Tomo I, a cura di Matteo Galli, traduttori vari, collana Hoffmanniana vol. V (contiene: L’eremita Serapione, Il consigliere Krespel, La corona, Il poeta e il compositore, Un frammento dalla vita di tre amici, La Corte di Artù, Le miniere di Falun, Schiaccianoci e il re dei topi, La sfida dei cantori, Una storia di fantasmi, Gli automi, Doge e dogaressa, Musica sacra, antica e moderna, Mastro Martin il bottaio, Il bambino misterioso) L'orma editore, Roma, 2020.
- I fratelli di Serapione. Racconti e fiabe. Tomo II, a cura di Matteo Galli, traduttori vari, collana Hoffmanniana vol. VI (contiene: Notizie dalla vita di un uomo celebre, La sposa sorteggiata, L'ospite inquietante, La signorina Scudéry, Fortuna al gioco, Il barone von B., Signor Formica, Zacharias Werner, Apparizioni, La coerenza delle cose, Vampirismo, Il circolo del tè letterario, La sposa del re), L'orma editore, Roma, 2021.
- Racconti dal buio, Prefazione di Antonella Lattanzi, a cura di Giulio Schiavoni, traduzioni di Marina Buttarelli, Ferruccio Masini, Ervino Pocar e Rosina Spaini (contiene: Don Giovanni - Le avventure della notte di San Silvestro - L’uomo della sabbia - La casa desolata - Il maggiorasco - Il voto - Il consigliere Krespel -  Le miniere di Falun - Gli automi - Il diavolo a Berlino - La sposa tratta a sorte - L’ospite inquietante - La signorina de Scudéry - Il giocatore fortunato - Apparizioni - Vampirismo), col saggio Il perturbante di Sigmund Freud, Collana Bur Grandi Classici, BUR-Rizzoli, Milano, 2022, ISBN 978-88-17-12910-7.

### Audiolibri
- L'uomo della sabbia e altri racconti notturni, interpretato da Emilio Barone, Alessandra Chieli, Massimiliano Ferrari e Francesco Petti, musiche di Francesco Petti, L'orma editore, Roma, 2016.